# Fable (jeu vidéo, 2004)
Pour les articles homonymes, voir Fable (homonymie).
Fable est un jeu vidéo de type action-RPG développé par Lionhead Studios pour l'éditeur américain Microsoft Game Studios. Il sort en septembre-octobre 2004 sur Xbox. Le jeu est développé dans les studios Big Blue Box, laquelle est une unité de Lionhead Studios.
Le principe du jeu est de diriger un personnage depuis l'enfance jusqu'à ce qu'il devienne une personne âgée. Dans le jeu, le joueur doit remplir des missions confiées par sa guilde et oriente le personnage entre le bien et mal à travers des choix. Ce personnage est appelé « le héros » dans tous les dialogues, pour que le joueur s'identifie au personnage.
En 2005, une version avec du contenu supplémentaire Fable: The Lost Chapters sort sur Windows et Xbox en 2005, puis sur Mac en 2008. Un remake en « haute définition » nommé Fable Anniversary sort sur Xbox 360 le 7 février 2014, la version Windows sort sur Steam le 12 septembre 2014.
Le titre connaît deux suites, Fable 2 et Fable 3, sortis respectivement en 2008 et 2010. La franchise est abandonnée par Microsoft le 7 mars 2016 alors que le jeu Fable Legends est en bêta fermée. Toutefois, à l'été 2020, Microsoft annonce travailler sur un reboot de la franchise Fable et un trailer a été dévoilé. Aucune date de sortie n'est avancée. Le jeu sortira uniquement sur consoles Xbox Series et PC Windows.

## Scénario

### Enfance
Toute la partie du jeu sur l'Enfance est une sorte de tutoriel qui présente au joueur des concepts du jeu comme celui de prise de décision entre le bien et le mal, et lui montre des possibilités d'interaction avec les personnages et les objets.
L'histoire débute à Oakvale, un petit village tranquille, « épargné par l'épée », vivant de la pêche et de l'agriculture. Le joueur incarne un jeune garçon d'environ douze ans. Le scénario débute avec l'anniversaire de la sœur du héros. Il ne lui a pas encore acheté de cadeau. Son père l'envoie donc « en mission » pour gagner l'argent de poche nécessaire à l'achat du cadeau auprès d'un marchand ambulant qui est au village actuellement. Ce marchand propose une boîte de chocolats pour 3 pièces d'or. Le joueur a donc 3 actions à réaliser dans le village pour gagner cet or, en faisant de bonnes actions… ou au contraire en commençant ses exploits de maître du mal. Une fois les chocolats donnés à sa sœur (le joueur apprend au fil de la discussion qu'elle fait des rêves prémonitoires, s'il n'a pas déjà lu son journal intime dans la maison du héros), le héros est témoin d'une attaque de son village par des bandits.
La sœur du héros s'enfuit et le héros trouve son père mort. Un bandit est sur le point de le tuer quand soudain apparaît un personnage au visage couvert de marques bleues, qui tue le bandit et sauve le héros : « Viens, tu n'as plus rien à perdre ici ». Les deux personnages disparaissent, laissant derrière eux ce théâtre macabre qui va changer la vie du héros pour le conduire vers sa destinée.
Après un court voyage en utilisant la téléportation que le héros ne vit pas bien (il vomit à terre), l'homme, du nom de Maze, explique au héros qu'il se trouve à la Guilde des Héros. C'est une académie formant de puissants mercenaires. Il dit au garçon que le Maître de la Guilde croit en son potentiel, et que sa destinée est d'être un des leurs. Il vous amène à votre chambre, que vous partagerez avec Whisper, une jeune fille d'un an de plus que vous. Malgré son comportement dédaigneux, elle deviendra vite votre amie (d'une amitié dérivant régulièrement sur la rivalité, ce qui laisse au joueur une bonne raison pour la haïr s'il se décide pour un héros méchant). Là, le jeu laisse le joueur découvrir le terrain de la guilde en lui proposant quelques quêtes sous la forme de services à rendre dans les lieux. Puis le joueur peut choisir de passer à la phase d'adolescence.

### Adolescence
Durant l'adolescence, après avoir passé votre enfance à étudier, on vous apprend le maniement des armes (épée, arc, sort de volonté). Vous pouvez aller tuer des scarabées dans les bois de la Guilde (accompagné de Whisper) mais vous rencontrez des bandits. Après, vous pouvez passer à l'âge adulte. Cette partie du jeu met fin au tutoriel à proprement parler, puisque les véritables obstacles pour le joueur apparaîtront à l'âge adulte.

### Âge adulte
Vous venez de devenir un héros et ainsi de gagner en puissance et en renommée. Les quêtes dites « principales » vous amèneront à retrouver notamment les survivants de votre famille et à assouvir votre vengeance. Ces quêtes vous permettront soit de débarrasser le monde d'une des menaces les plus terribles du royaume d'Albion (voie bénéfique), ou d'en prendre la place (voie maléfique). Les autres quêtes sont des scénarios indépendants les uns des autres qui peuvent vous faire gagner en renom ou en expérience. Certaines sont réservées aux gentils, d'autres aux méchants, et certaines laissent place à des choix qui pourront la transformer en l'une ou en l'autre (par exemple la quête du sauvetage d'un enfant dans la grotte des « Hobbes »). Il faut s'assurer de faire les quêtes secondaires régulièrement, car lorsque le joueur progresse dans le scénario principal, certaines quêtes deviennent obsolètes et ne sont plus proposées. Cependant, les premières quêtes qui apparaissent dans la salle de la carte aux côtés de la quête sur la Reine des Guêpes sont purement décoratives. Il s'agit des quêtes « Mater la révolte » à Knothole Glade, ou la quête sur les Minions, qui seront toujours des quêtes que le joueur ne pourra pas choisir, peu importe le niveau de renom du héros.

## Personnages
Légende entre parenthèses : Comédien 2004 + rajouts de The Lost Chapters,,
- Brom : premier personnage rencontré, il s'agit du père du héros. C'est lui qui retrouva Scarlet Robe et la sauva, avant de devenir son mari. Il meurt au tout début du jeu, tué par Jack of Blades en voulant protéger sa famille. Sa tombe peut être trouvée à Lychfield dans Fable et dans les Marégores dans Fable 2.
- Thérésa (Jo Wyatt) : c'est la sœur du héros, médium aveuglée par des bandits durant le raid sur Oakvale au début du jeu. Elle est recueillie par un autre clan de bandits, celui de Deux-Lames, et en devint l'oracle. On la retrouve 500 ans plus tard dans Fable 2 où, toujours aveugle et voyante, elle guide le héros du deuxième opus ; elle utilisera d'ailleurs plusieurs fois les ruines de la Guilde des Héros comme point de rendez-vous. Elle apparaît à nouveau 50 ans plus tard dans Fable 3, cette fois-ci guidant le personnage sur son chemin vers le trône, l'aidant à mener la Révolution.
- Scarlet Robe (Ève Karpf) : héroïne brandissant une hache gigantesque, votre mère et celle de Thérésa. Née à Knothole Glade, c'est une descendante d'Archon, le souverain de l'Ancien Royaume. Pour cette raison, son sang intéresse Jack of Blades qui tente de récupérer l'épée qu'Archon lui a volée des siècles plus tôt. Il la retient donc captive et la torture pendant plus de dix ans pour obtenir des informations sur l'épée.
- Maze (Peter Dickson): c'est le magicien qui vous sauve au début du jeu du raid des bandits. Il vit à la Guilde des Héros, et parraine le héros durant sa quête. Cependant, il est révélé à la fin du jeu qu'il travaillait pour Jack of Blades depuis le début et qu'il a participé au raid d'Oakvale. Il a toutefois épargné le héros, pensant qu'il pourrait peut-être mettre fin à la menace que représentait Jack. Au cours des années qui suivirent, il perd espoir et retourne aux côtés de son maître. Dans The Lost Chapters, l'Oracle révèle que Maze et le héros sont plus semblables qu'on ne pourrait le croire: Maze a lui aussi perdu sa famille très jeune, ses parents ayant été dévorés par des balverines. Il ne dut la vie sauve qu'à Jack of Blades, et jusqu'à sa mort, il n'arriva jamais à se dépêtrer de cette dette.
- Le Maître de la Guilde (Hugo Myatt): lorsqu'il était un héros, il se nommait Weaver, et a mené une insurrection contre la Guilde des Héros en compagnie de Maze et de Scythe, se révoltant contre la résolution de ne proposer que des quêtes vertueuses. Scythe a proposé ensuite que ce soit lui le nouveau maître. Il entraîne le héros et l'accompagne durant toute sa vie. Le joueur reçoit des informations du Maître de la Guilde dès qu'une nouvelle quête est disponible ou qu'il a besoin de potions ou de vivres. À la fin de l'extension The Lost Chapters, vous pouvez le combattre et voler son âme grâce au masque de Jack of Blades.
- Whisper (Melissa Lloyd): c'est l'amie du héros à la Guilde, avec laquelle il partage sa chambre. La rivalité entre eux est constante, notamment du côté de Whisper qui poussée par Tonnerre, son grand frère. Plusieurs quêtes opposent le héros à Whisper. À la fin de l'Arène, le joueur a le choix de la tuer pour gagner le prix spécial proposé par Jack of Blades (10 000 pièces d'or supplémentaires), ou lui laisser la vie sauve et y renoncer.
- Thunder[n 1] (Colin McFarlane) : guerrier immense à la force démesurée, il n'a de cesse de railler le héros à propos de ses origines rurales. Il pousse sans cesse sa sœur à surpasser le héros. En effet, il est fier d'elle. Il l'aime par-dessus tout, preuve en est qu'il l'a sauvée d'un naufrage dans lequel il a affronté plusieurs Krakens. Sa couleur de peau et celle de sa sœur témoignent de leurs origines lointaines. Il a combattu dans l'Arène aux côtés de Jack of Blades. Il est amoureux de Lady Grey et est prêt à tout pour la conquérir, ce qui peut amener le joueur à décider de se battre contre lui dans une nouvelle zone de la carte. À la fin de The Lost Chapters, le héros peut le tuer et voler son âme grâce au masque ou l'épargner.
- Briar Rose[n 2] (? / Alex Kelly) : héroïne hautaine issue d'une famille noble de laquelle elle fut chassée, elle est cultivée et intelligente. Cela conduira le héros à plusieurs quêtes archéologiques en sa compagnie. Par exemple, l'ouverture de la Porte de Bronze, derrière laquelle Jack of Blades attend le héros pour un ultime combat. Le joueur peut voler l'âme de Briar Rose à la fin de The Lost Chapters afin de remplir le masque de Jack of Blades.
- Jack of Blades (Keith Wickham / Jonathan Keeble) : officiellement le héros le plus puissant d'Albion, il revient d'un long séjour dans l'Ancien Royaume, où il a établi sa forteresse impénétrable et où il séquestre et torture qui bon lui semble. Son but est de libérer l’Épée des Âges, artefact achevant de lui donner la puissance destructrice d'un dieu. Mais pour cela, il a besoin du sang des descendants de l'Ancien Royaume ; c'est donc lui qui a lancé le raid sur Oakvale. Il tente de pervertir le héros en permanence et lui donne, à l'issue de l'arène, un trophée qui lui permet en réalité de le surveiller en toute circonstance. Il l'attire ainsi dans sa toile en lui laissant apprendre qu'il a capturé sa mère, et le séquestre en attendant de retrouver Thérésa durant une période pouvant varier entre un an et trois ans. Le héros s'évade enfin avec sa mère, mais le chaos semé par Jack lors de l'invocation de l'épée le reconduit entre ses griffes, où il se rend compte qu'il a à nouveau capturé sa famille. Il égorge d'ailleurs sa mère sans tarder, et réserve le même sort à sa sœur. Bien entendu, il est vaincu par le héros, qui obtient l’Épée des Âges. Le joueur a le choix de la détruire, ou se l'approprier après avoir terminé le rituel consistant à tuer sa sœur. The Lost Chapters met en scène le retour de Jack, ramené par ses invocateurs sous forme de dragon. Pour entrer dans son nouveau sanctuaire, le héros doit offrir des âmes en utilisant le masque, ce qui laisse l'occasion à Jack de se débarrasser de tous ses ennemis si le héros se laisse manipuler par le biais du masque. Enfin, Jack, vaincu par le héros, tente en ultime recours de reprendre une forme humaine en proposant au héros de fusionner avec lui en lui faisant porter le masque dans lequel le héros enferme son âme afin que personne ne puisse le rappeler.
- Twinblade[n 3] : héros déchu, il a quitté la Guilde car il considérait que la révolution menée par Scythe, Maze et Weaver n'était qu'une mascarade pour prendre le pouvoir. Il traite effectivement le héros de "pantin de la guilde", et l'accuse de se laisser manipuler. Il a réuni les clans de bandits sous une seule bannière. C'est lui qui a recueilli Thérésa à la suite du raid sur Oakvale. Soupçonné d'être responsable de ce raid, le héros doit s'infiltrer dans son camp en pensant y trouver sa sœur prisonnière. Mais il n'est pas responsable du raid et Thérésa n'y est pas maltraitée. Cela n'empêchera pas le joueur de le tuer s'il le souhaite, histoire de ne pas être venu pour rien.
- Scythe'[n 4] : héros mort-vivant, et donc immortel, c'est d'ailleurs le seul héros qui ne peut pas mourir, quels que soient les choix du joueur. Une rumeur circule à son sujet disant qu'il serait le premier Archon, dirigeant de l'Ancien Royaume. Il protège Snowspire, en particulier l'Oracle, des attaques des Invocateurs, redoutables sbires de Jack of Blades.
- L'Archéologue : ami de Maze, il en connaît un rayon sur l'Ancien Royaume, et c'est lui qui perce à jour les plans de Jack of Blades. C'est ce pourquoi il finit par être capturé par Jack, puis libéré par le héros.
- Lady Grey : de son vrai nom Elvira Grey, maire de Bowerstone, elle veut se marier au héros le plus puissant et ayant le plus de notoriété. D'une beauté cruelle et fatale, elle est prête à tout pour se hisser aux plus hauts rangs de la société. Elle va même jusqu'à tuer sa propre sœur, Amanda Grey. Le héros pourra l'épouser en répondant à ses caprices ou dénoncer son crime. Après le mariage, si le héros se comporte bien avec elle, son comportement change et devient doux et guilleret.
- Isiah : propriétaire de la Ferme au Verger, il en voit des vertes et des pas mûres à cause de toutes sortes de créatures maléfiques, et même parfois à cause du joueur s'il est maléfique. Mais son cidre est apprécié de tout l'Albion.

## Bestiaire et créatures d'Albion
- Les Balverines représentent l'image populaire du loup-garou, toute personne se faisant mordre par elles se transformant peu de temps après en une copie conforme (mais pas le héros). Néanmoins, leur apparence, de style hybride entre mammifère et reptile, est légèrement différente du loup-garou classique. Les balverines sont extrêmement rapides, mais leurs coups sont peu puissants (sauf les balverines blanches, qui sont plus puissantes). Elles sont sensibles à l'argent sous forme d'amélioration pour les armes[4]. Dans les Terres Désolées se trouvent des balverines de glace, très puissantes mais moins résistantes que les balverines blanches.
- Les Hobbes ressemblent à des gnomes, et vivent dans les grottes et les lieux sombres. Ils n'aiment habituellement pas la compagnie des humains et sont toujours en groupe[4]. La légende dit qu'ils étaient à l'origine des enfants égarés dans les ténèbres par des chuchotements. Il en existe trois sortes[4] :
  - Les magiciens sont très peu puissants et résistants, mais sont capables d'attaquer à distance ;
  - Les guerriers normaux sont plus résistants que les magiciens, mais ne sont pas très puissants pour autant ;
  - Les guerriers à gros marteau sont les plus résistants des Hobbes. Ils sont plus grands que les autres Hobbes, et frappent également plus fort.
- Les Bandits et Assassins sont des hommes parfois commandés par un chef plus fort, reconnaissable à une boîte de bois qu'il porte sur le dos[4]. En tuant ce dernier, ils prendront parfois la fuite[4]. Certains bandits peuvent utiliser des arbalètes[4]. Il existe deux sortes de bandits : certains, assez faibles, que l'on ne rencontre que sur le continent, et d'autres, plus puissants, que l'on croise sur l'île de Witchwood et au nord de Bowerstone.
- Les insectes : les Guêpes sont de insectes plutôt faibles, qui ne manquent pas de piquer le héros de leur dard si elles en ont l'opportunité[4]. Les Scarabées et Scorpions leur sont assez semblables mais apparaissent rarement naturellement[4].
- Les Minions sont des créatures assez fortes car à la fois résistantes et rapides. Ils sont commandés par des Dreadwings, minions magiciens. Les guerriers manient une lance à deux lames, et les magiciens se servent d'un bâton à double crosse.
- Les Nymphes ressemblent à de petites fées maléfiques volant rapidement à faible altitude sous la forme d'une petite boule lumineuse, lançant des sorts, en invoquant par exemple d'autres créatures comme des hobbes, des scorpions ou des morts-vivants[4]. Elles sont plus vulnérables lorsqu'elles attaquent. On en distingue trois types : la nymphe des bois, qui invoque des scarabées, le nymphe de l'eau, qui invoque des Hobbes, et la nymphe succube, qui elle invoque des morts-vivants[4]. Dans The Lost Chapters, on rencontre une créature semblable, la reine succube, qui invoque des morts-vivants de glace.
- Les Morts-Vivants peuvent se trouver dans les endroits sombres, hostiles, souvent là où se trouvent des tombes. Ils sont très lents et se divisent en trois types : le soldat, l'officier et le général[4] Les trois peuvent placer des attaques puissantes qui jettent le héros à terre, et les deux derniers sont capables de parer ses attaques. Dans les Terres Désolées se trouvent des morts-vivants de glace, appelés Apparitions, plus rapides et plus résistants.
- Les Invocateurs sont des âmes de guerriers morts très puissants, faisant beaucoup de dégâts, ayant beaucoup de vie et disposant d'attaques spéciales terrifiantes. On ne peut les trouver que dans les missions suivantes : « Invoquez le Vaisseau des Noyés », « Chercher les Glyphes dans la Nécropole », « Chercher une âme dans l'Arène », « Terrassez Jack Of Blades » (ces noms peuvent ne pas être exacts).
- Les Hurleurs sont des fantômes maitrisant le sort « Drain De Vie » et un autre sort créant un vortex qui draine également la vie du héros, mais à une vitesse bien plus importante. Ils ne sont pas très résistants, mais sont redoutables en nombre car peuvent faire perdre beaucoup de vie rapidement. On ne les trouve que dans ces missions : « Retournez à Hook Coast », « Tentez d'arrêter Jack », « Chercher une âme dans l'Arène », « Chercher l'âme de Scarlett Robe ».
- Les Trolls sont des monstres gigantesques, très puissants et très résistants, mais lents et incapables de se déplacer. Ils maîtrisent différentes attaques.
  - Les Trolls de Terre et de Pierre sont capables de lancer des amas de terre ou des rochers, que l'on peut esquiver ou renvoyer à coup d'épée. Si le héros s'approche trop, ils sont susceptibles de frapper le sol et d'en faire jaillir d'immenses éperons de terre ou de pierre.
  - Le Troll de Glace, que l'on rencontre uniquement dans The Lost Chapters, est le plus puissant de tous les trolls que l'on rencontre dans le jeu. Il est capable, en outre de faire jaillir un immense éperon de glace si le héros est trop proche, de faire jaillir des pics de glace du sol là ou se trouvait le héros à l'instant précédent, et d'envoyer une ligne d'éperons de glace qui poursuit le héros.
  - The Lost Chapters fait mention une unique fois d'un Troll particulier : le Troll de Platine. Sa peau serait le matériau le plus dur connu par l'Homme, et le dernier représentant de son espèce fut achevé par Archon lui-même, qui utilisa sa peau afin de se fabriquer une armure : l'Armure de Combat d'Archon, qui est unique et la plus puissante du jeu.

## Système de jeu

### Généralités
Le joueur incarne un jeune homme et contrôle toute sa vie dans le monde d’Albion. Son prénom et son nom sont inconnus et il ne parle pas.
Il doit accomplir des quêtes obligatoires (marqueur jaune), liées à l'histoire, mais également des quêtes secondaires (marqueur bleu) et annexes (marqueur orange), toutes deux facultatives. Durant ces dernières, le joueur peut parfois choisir son camp. Ainsi s'il peut défendre un village d'une attaque de bandits, il peut également décider de les rejoindre et d'attaquer le village. Certaines quêtes proposent de les faire avec de l'« esbroufe », c'est-à-dire que le joueur peut accomplir la quête en pariant une partie de la récompense et en s'ajoutant des contraintes pour se vanter. À la fin d'une quête, il peut glaner un trophée, et s'il le souhaite, le montrer à la foule et ainsi gagner en renommé.

### Alignement et apparence
Les choix du joueur ont des conséquences sur l’aspect du personnage et sur l’histoire car sa réputation le précède toujours.
Le personnage débute avec un alignement neutre. Plus le personnage fait de bonnes actions, plus celui-ci se transforme en ange. Sa peau devient plus claire, ses cheveux deviennent blonds, il attirera les papillons et possédera finalement une auréole. Au contraire, à force de mauvaises actions, il se transforme en démon. Sa peau devient pâle, il attire les insectes et des cornes poussent sur sa tête. Cela influe notamment sur la façon dont les gens le considèrent : ils pourront acclamer le héros ou être terrifiés par lui, voire s'enfuir à son approche. Un héros qui a choisi le bien sera également plus attirant, tandis qu'un héros maléfique repoussera les gens.
Son apparence pourra aussi être modifiée par des tatouages ou des coupes de cheveux, ce qui influera sur son attirance suscitée et sa peur inspirée. Au fil des batailles, si le héros est blessé, il acquerra en outre des cicatrices.
L'âge évolue également, allant de 18 ans à 65 ans, et évoluant de 0.7 année à chaque statistique ou sort augmenté. Quand il aura plus de 60 ans, ses cheveux seront blancs et il sera ridé. Si le personnage mange trop, il grossit.
Pour changer son alignement, le joueur peut faire des offrandes aux différents temples.
Si le prénom du personnage incarné est inconnu, ce dernier se fait connaitre auprès des habitants via sa classe et son titre. La classe lui est accordée suivant sa manière de jouer tandis qu'il faut aller voir un marchand pour choisir son titre. Ces titres vont de « Chasse-poulet » à « Avatar », en passant par « Druide » ou encore « Assassin ».
Le jeu Fable se distingue des autres par cette notion d'évolution en cours de jeu qui laisse la porte ouverte à une multitude de personnages différents en partant du même jeune héros de base. Cette notion était totalement nouvelle en 2003, quand le jeu est sorti, et les jeux actuels se sont inspirés du jeu dans les années qui ont suivi. Ce type de jeu permet aussi aux joueurs les plus assidus de pouvoir refaire régulièrement le jeu pour créer un nouveau héros.

### Combats et expériences
Le jeu dispose de dix armes de mélee - Epée Longue, Katana, Couperet, Hache, Masse, Pickhammer[Traduire passage], Grand Marteau, Grande Hache, Grande Epée, Grande Masse - de cinq types différents - fer, acier, obsidienne, maitre et légendaire. Il peut contrer les attaques de mêlée, les contre-attaquer, faire une roulade et une attaque spéciale imparable. Il est également possible de se battre avec une poêle à frire, ou un bâton.
Les attaques à distance sont également possibles grâce à l'usage d'un arc ou d'une arbalète. Leurs efficacités dépendent de leurs matériaux : If commun, chêne, Ébène, maitre et légendaire. Ces armes proposent de viser manuellement, permettant ainsi de décapiter un ennemi.
Le joueur peut apprendre divers sortilèges, permettant notamment d'envoyer des éclairs et des boules de feu ou bien de contrôler un ennemi par exemple.
Dans les villes, il est également possible d'engager quelqu'un pour qu'il combatte avec le personnage. Pour récupérer de la vie et du mana, le joueur dispose de potions ainsi que de nourritures qu'il peut acheter à un marchand ou trouver dans les différentes zones.
Un multiplicateur combo s'affiche en haut à gauche lorsque le joueur attaque avec succès une personne et retombe à zéro s'il se fait toucher ou s'il n'a pas réussi à toucher avec succès une personne. Ce multiplicateur permet de multiplier l'expérience acquise après avoir tué un ennemi. L'expérience offre la possibilité d'augmenter différents attributs : la force (physique, santé et vigueur), l'adresse (adresse, précision et ruse) et la volonté (sorts d'attaque / environnementaux / physiques, et la puissance magique).

### Crimes et activités diverses
Le joueur peut perpétrer plusieurs crimes comme des vandalismes, des vols, des cambriolages (notamment possible en crochetant des portes), des agressions ou encore des meurtres. Ces crimes ont pour conséquences une amende, et parfois l'expulsion du joueur de la ville. Il est également possible de soudoyer certains gardes pour qu'ils regardent ailleurs.
Le joueur peut acheter une maison dans les villages puis s'il le souhaite, la louer ou la revendre. Plusieurs commerces sont disponibles, permettant d'acheter ou vendre certains objets. Les marchands peuvent demander un objet spécifique qu'ils payeront plus cher que la normale.
Le joueur peut se marier avec une femme ou avec un homme, voire, plusieurs. Pour ce faire, il doit au préalable lui faire la cour, soit en lui offrant des cadeaux ou en usant de diverses expressions adéquates. Avoir une maison est également nécessaire. Par la suite, le divorce est également possible.
Plusieurs Mini-jeux sont disponibles. Il peut également pêcher et creuser le sol à la recherche de trésors.
Trente clés d'argents permettant d'ouvrir douze coffres d'argent, dans lesquelles se trouvent divers objets, sont cachés dans la carte. Renfermant également des objets, quinze portes démoniaques se trouvent dans Albion et ne s'ouvrent que si le joueur accomplit un de leurs souhaits.

## Développement

### Conception
« À l'époque où nous faisions Fable, ce que nous voulions faire était de prendre un jeu de rôle et éliminer toutes les règles afin de réinventer le jeu de rôle pour nous-même et l'humaniser »
— Ian Yarwood-Lovett et Simon Carter, Making of Fable Anniversary.
Le développement du jeu a connu de nombreux rebondissements : l'un des créateurs, Peter Molyneux, avait déclaré que ce serait « le meilleur jeu de rôle de tous les temps », insistant sur des modes innovants (notamment l'alignement bien/mal du jeu) mais qui seront pour la plupart abandonnés en cours de développement, faute de moyens et de temps. Les développeurs avaient en effet prévu des quêtes plus ambitieuses et plus complexes. Par exemple, le personnage de l'Archéologue avait été pensé comme un trader de trophées mais l'idée a été abandonnée. Un autre dragon que celui à la fin de The Lost Chapters avait également été conçu parmi les créatures d'Albion.

## Accueil du public
À sa sortie, le jeu a connu un grand succès, même s'il n'a pas pu tenir toutes ses promesses, notamment pour des raisons de temps et de trop grande ambition. 

### The Lost Chapters
The Lost Chapters est une version allongée du jeu faite à l’occasion de sa sortie sur Windows. Cette version a également été publiée sur Xbox et Mac OS.
Cette version contient un chapitre supplémentaire consécutif à la mort de Jack of Blades qui aurait été ramené par ses sbires sous une forme éthérée. L’ambiance de ce chapitre change radicalement du reste du jeu car le héros est déjà déclaré comme le plus puissant d'Albion. En outre, le nouveau continent est entièrement enneigé, et de nouvelles énigmes, armes et armures font leur apparition.

### Fable Anniversary
Fable Anniversary est le nom du remake haute-définition de Fable : The Lost Chapters sorti sur Xbox 360 et Windows.
Cette version a reçu 5/10 de Canard PC, 12/20 sur Jeuxvideo.com, 8/10 sur IGN.

## Postérité

### Fable: The Lost Chapters
The Lost Chapters propose une quête principale se déroulant après la fin du jeu d'origine ainsi que des quêtes secondaires,. Le contenu ajoute des armes, des armures, des sorts, des monstres des items, ainsi que les zones Darkwood Bordello et Northern Wastes,.
Sorti sur Xbox et Windows en 2005, il a été remanié en même temps que l’original près de 9 ans plus tard à l’occasion de la sortie de Fable Anniversary.

### Fable Anniversary
En juin 2013, Lionhead annonce une remastérisation du jeu intitulé Fable Anniversary.
Le studio annonce qu’en plus d’inclure The Lost Chapters pour cette version, les graphismes, notamment les animations faciales, ont été améliorés tandis que l'interface et les musiques ont été revus.
Le jeu sort le 7 février 2014 sur Xbox 360 et le 12 septembre 2014 sur PC,.

### Suites
Deux suites au premier jeu, Fable 2 et Fable 3, sont sorties respectivement en 2008 et 2010 sur Xbox 360.

### Communauté de Speedrun
Certains fans pratiquent le speedrun du jeu. A ce jour, le jeu peut être complété en une heure pour la catégorie any%, qui ne comprend pas la complétion de toutes les quêtes annexes et autorise l'exploitation de bugs (appelés « glitches » dans le jargon).